# ديه تومسون
ديه تومسون (بالإنجليزية: Des Thomson) هو دراج نيوزيلندي، ولد في 22 أغسطس 1942 في أوامرو ‏ في نيوزيلندا.

## وصلات خارجية
- ديه تومسون على موقع أرشيف الدراجات (الإنجليزية)
- ديه تومسون على موقع إحصائيات الدراجات الإحترافية (الإنجليزية)
- ديه تومسون على موقع أوليمبيديا (الإنجليزية)